# انتخابات فدرال استرالیا (۲۰۰۷)
انتخابات فدرال ۲۰۰۷ برای گزینش نمایندگان پارلمان فدرال استرالیا و انتخاب نخست‌وزیر، در روز شنبه ۲۴ نوامبر ۲۰۰۷ در کشور استرالیا برگزار شد. بیش از سیزده میلیون وششصد هزار نفر از جمعیت بیست و یک میلیونی استرالیا واجد شرایط رای دادن در این انتخابات بودند. بنابر اعلام رسمی توسط نخست‌وزیر، حزب کارگر استرالیا برنده این انتخابات اعلام شد. نتایج اولیه نشان از پیروزی قاطع حزب کارگر داشت. به این ترتیب کوین راد از حزب کارگر استرالیا به عنوان نخست‌وزیر جدید این کشور معرفی خواهد شد.

## احزاب رقیب
دو رقیب عمده این انتخابات، یکی حزب حاکم به رهبری جان هوارد (حزب لیبرال استرالیا) بود که از سال۱۹۹۶ میلادی و به مدت یازده سال است که حزب پیروز انتخابات است. در طرف مقابل حزب چپگرای کارگر به رهبری کوین با تکیه بر مسائل محیط زیستی و بهبود شرایط کار در این کشور بر اساس پیش‌بینی‌ها بخت بیشتری باری برای برنده شدن داشت. حزب لیبرال با حزب ملی استرالیا ائتلاف کرده بود. حزب سبزهای استرالیا نیز مستقل اما همسو با حزب کارگر در این انتخابات شرکت نمود.

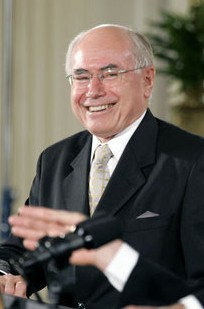
جان هوارد، رهبر حزب لیبرال استرالیا
کوین راد، از حزب کارگر استرالیا

## انتخاب اعضای مجلس نمایندگان
رقابت اصلی در انتخابات ۲۴ نوامبر ۲۰۰۷ برای اشغال صندلی‌های مجلس نمایندگان استرالیا بود. این مجلس در مجموع ۱۵۰ عضو دارد که بر اساس نتایج به دست آمده حزب کارگر توانست با به دست آوردن ۸۳ کرسی از مجموع ۱۵۰ کرسی مجلس نمایندگان، نزدیک به ۵۳٪ کل آرا را از آن خود نمود. ائتلاف حزب لیبرال و حزب ملی نیز جمعاً به ۵۸ کرسی دست یافت.

## انتخاب اعضای مجلس سنا
در روز ۲۴ نوامبر ۲۰۰۷ انتخابات سراسری برای تعیین اعضای مجلس سنای استرالیا نیز انجام شد. این مجلس ۷۶ عضو دارد که ناظر بر مصوبات کابینه و مجلس نمایندگان هستند.